# Parlement jeunesse du Québec
O Parlement Jeunesse du Québec (em português Parlamento da Juventude do Quebeque - PJQ) é uma simulação parlamentar sem partidos políticos em que uma centena de participantes entre 18 e 25 verificam a utilidade e o funcionamento da Assembleia Nacional do Quebec. Este evento é produzido pela "Association Québécoise des Jeunes Parlementaires/Associação da Juventude do Quebeque Parlamentar " (AQJP inc.), uma organização sem fins lucrativos, financiada em parte por contribuições cobradas dos participantes do PJQ, em parte, os subsídios do governo e, finalmente, através de patrocinadores privados.